# Méditation sur la technique
 (octobre 2021).
 (novembre 2021).
- Si vous ne connaissez pas le sujet, laissez ce bandeau (vous pouvez alors contacter les auteurs).
- Si vous supprimez le contenu mis en cause (vous pouvez préalablement contacter les auteurs),

argumentez précisément cette suppression dans la page de discussion
(un manque de référence n'est pas un argument ; une recherche réelle de référence doit avoir été effectuée, être formellement documentée).
La Méditation sur la technique (en espagnol : Meditación de la técnica) est une série de six leçons données par José Ortega y Gasset en 1933, à l’occasion de l’inauguration de l’Université d’été de Santander sous le titre ¿Qué es la técnica? (Qu’est-ce que la technique ?). Il a été publié deux ans plus tard dans le journal La Nación de Buenos Aires et, en effet, la forme est celle de leçons, ou plutôt conférences, données à un public. Le philosophe expose une thèse très engageante, dès la première phrase de l’introduction : « Sans la technique, l’homme n’existe pas et n’aurait jamais existé. » Il développe l’argumentation de cette affirmation dans une série de douze chapitres, cherchant à montrer que l’homme est par essence technicien, en un sens très radical. Selon lui, la technique révèle l’être de l’homme, parce que l’être humain ne prétend pas simplement s’adapter à son milieu comme les autres êtres vivants, mais bien transformer le milieu pour l’adapter à ses nécessités. Et même plus : l’être même de l’humain consiste, par une nécessité absolue, à structurer son milieu ontologiquement comme ensemble de facilités à exploiter et de difficultés à résoudre, ce par quoi la vie humaine « ressemble presque à un problème d’ingénierie. » Cependant, c'est bien la puissance inventive de la vie qui trouve son paradigme dans la technique, non l’inverse. Ainsi, il prône une reconnexion de l'homme à la technique, qui doit demeurer sous son contrôle et donc une réintégration de celle-ci à l'Université, car « l’exclusion par cette dernière de la technique est révélatrice de « la distance maladive » qui l’éloigne de la vie réelle ».

## Histoire
Si la Méditation sur la technique est seulement publiée en 1939, les conférences intitulées ¿Qué es  la técnica? (Qu'est-ce que la technique ?) son en réalité données par Ortega en 1933, et sans doute écrites entre 1932 et 1933 : c'est un fait de première importance pour comprendre la Méditation sur la technique, sa période de rédaction prenant place peu après la rédaction de la Révolte des masses, ce qui pourrait expliquer la permanence dans ce texte d'un certain anti-technicisme.

## Résumé
Il développe cette caractérisation technique de l’homme au cours de douze chapitres précédés d’une introduction :
- Introduction
- I - Première escarmouche avec le sujet
- II - L’être et le bien-être. Le « besoin » de l’enivrement. Le superflu comme nécessité. La relativité de la technique.
- III - L’effort pour épargner de l’effort est de l’effort. Le problème de l’effort épargne la vie inventée.
- IV - Excursion dans les sous-sols de la technique.
- V - La vie comme fabrication d’elle-même. Techniques et désirs.
- VI - Le destin extranaturel de l’homme. Programmes d’être qui ont dirigé l’homme. L’origine de l’État tibétain.
- VII - Le type “gentleman”. Ses exigences techniques. Le “gentleman” et l’“hidalgo”.
- VIII - Les choses et leur être. La pré-chose. L’homme, l’animal et les instruments. L’évolution de la technique.
- IX - Les étapes de la technique
- X - La technique comme artisanat. La technique comme technicien.
- XI - Relation actuelle de l’homme et sa technique. Le technicien ancien.
- XII - Le technicisme moderne. Les horloges de Charles Quint. Science et atelier.

Ceux-ci sont organisés en deux principaux mouvements argumentatifs, le premier s’étendant du chapitre I au chapitre VIII, proposant une analyse de plus en plus approfondie de l’être-au-monde technique de l’homme (une anthropologie de la technique) et le second se proposant, dans les quatre derniers chapitres, de retracer l’évolution de la révélation historique de la technique à l’homme, ainsi que les problèmes existentiels posés par celle-ci.
I – Une anthropologie de la technique
Introduction
Dans l’introduction, le philosophe pose sa thèse de l’indissociabilité de la technique et de l’homme, tout en s’opposant au préjugé selon lequel la technique peut-être vue comme un ajout contingent à l’homme. C’est cette supposition qu’il décèle dans l’imaginaire de son époque et dont il se propose de faire le procès : l’Université aurait exclut la technique (reléguée à des écoles spécialisées), laissant croire que la technique serait un artifice secondaire et contingent, dont il faudrait s’acquitter, mais qui ne participerait pas de l’homme, simplement de certains hommes. C’est de la démonstration de l’aberration qu’est cette exclusion de la technique – qui est même devenue constitutive de l’Université – qu’Ortega va s’acquitter.

### Chapitre I
Dans les chapitres I et II, Ortega se fonde sur l’opposition entre homme et animal. 
Dans le premier chapitre, il les distingue en ceci que, là où l’animal ne fait qu’un avec ses besoins, avec sa vie biologique, l’homme, quant à lui, veut vivre. En effet, s’il ne les trouve pas, il crée lui-même, par la technique, ses conditions de vie ; ce qui mène Ortega à lier la technique à cette capacité à suspendre la satisfaction directe des besoins. Si le besoin est strictement humain en tant que tel, c’est que seul l’homme a la capacité de concevoir la virtualité de ne pas le satisfaire : il le perçoit, comme imposé et extérieur à son être. Les besoins de l’homme sont donc subjectivement nécessaires, mais hypothétiquement, ils s’imposent à lui et à sa perception, ont une nécessité relative à celui qui veut vivre – et ne sont plus besoins pour celui qui ne voudrait pas vivre. Là où les besoins animaux ont une nécessité absolue, c’est-à-dire qu’ils ne sont pas besoins au sens du caractère hypothétique que revêt ce terme, mais système dynamique qui les englobe. Ortega utilise dès le début son concept de circonstance, qui est au fond l’environnement problématisé de l’homme : l’animal est pur chose de son environnement - il n’a même pas à proprement parler de circonstance -, là où l’homme s’en différencie, par sa faculté constitutive à « ensimismarse » [rentrer en soi-même], et peut s’en distancer ; il peut donc la percevoir comme contrainte (c’est-à-dire principe de négation ouvert à la négation), et faire d’autres choses que satisfaire directement les besoins de sa circonstance. C’est ainsi qu’Ortega en vient à caractériser l’homme par cette disposition à amender la nature de manière à annuler ses besoins, nécessités, problèmes, angoisses, en le plaçant dans une surnature fabriquée à sa convenance et non nécessitée.

### Chapitre II
Pour expliquer ce besoin de vivre, qui pourrait ne pas être et qui fonde les autres besoins organiques, il le subordonne, dans un second chapitre, à la nécessité absolue de bien être : il cherche en fait avant tout à être bien, ce qui le force, dans une certaine mesure, la moindre, à être dans le monde et, par conséquent, toute difficulté, n’est pas tant difficulté en tant qu’elle contraint sa vie, mais en tant qu’elle contraint la nécessité absolue de bien-être à laquelle toutes les autres se subordonnent. Puisque l’homme, dans la faculté de négation que lui permet son être-à-moitié-hors-du-monde, se rapporte à sa circonstance sur le mode de la possibilité et de la virtualité, il s’ensuit que la caractéristique de ce bien-être étant d’être projet propre à chacun, variable donc en substance, ce qui mène à définir l’homme comme étant « a nativitate technicien créateur de superflu. » Puisqu'en effet, « la technique est la production du superflu, aujourd'hui et au paléolithique. » Autrement dit, l’homme technicien est indissociable de l’émergence du “possiblement autre”, du contingent, qui dans sa réalisation mène au superflu. 

### Chapitre III
Dans les chapitres III à V, Ortega redéfinit la vie à l’aune de la réalité humaine particulière.

Ainsi, la vie d’un être est ce par quoi il incarne la nécessité absolue qui définit sont mode d’être-au-monde : pour l’homme, il s’agit de la nécessité absolue du superflu. Il commence par poursuivre l'approfondissement de la condition technique de l’homme en soulevant un paradoxe : car l’homme, par la technique, s’efforce de s’épargner l’effort imposé par les nécessités biologiques, c’est-à-dire, d’une part, qu’il s’efforce tout de même, mais surtout, d’autre part, qu’il crée les conditions de ne rien faire, de s’ennuyer. 
Mais l’homme se débrouille pour réduire au minimum cette vie, pour ne pas avoir à en faire autant que l’animal. Dans le vide créé par le dépassement de sa vie animale, l’homme vaque à une série d’occupations non biologiques, qui ne lui sont pas imposées par la nature mais qu’il s’invente lui-même. Et c’est précisément cette vie inventée, inventée comme on invente un roman ou une pièce de théâtre, que l’homme appelle vie humaine, bien-être. 
 
En fait, cet effort est celui de créer le vide d’effort biologique, que l’on peut ensuite combler d’invention, c’est donc un effort d’ouvrir un espace de création dans un sens ontologique (et non chronologique), un effort de mettre sa vie dans son entièreté au service de son projet de bien-être et d’humaniser ainsi la nature en la prenant dans la sphère du bien-être - bien que la nécessité naturelle persiste toujours un minimum. Au fond, cet effort est effort de subordonner l’effort de tendre à l’être à celui de tendre au bien-être. La technique est donc à entendre au sens large et intervient ici comme moyen de fabriquer la vie-invention, et la création inventive qu’est la vie humaine est indissociable de la création continue et industrieuse de l’occasion d’inventer. 

### Chapitre IV
Dans le chapitre suivant, Ortega s’aventure dans les « sous-sols de la technique », pour chercher le germe ontologique de celle-ci. Il part ainsi du constat que le rapport entre homme et monde ne prend ni la forme d’une parfaite coïncidence, d’une radicale indistinction, ni celle d’un antagonisme absolu, d’une incompossibilité entre homme et monde : « l’homme, devant être dans le monde, découvre que celui-ci est une toile intriquée, faite de facilités et de difficultés. Presque tout en lui entraîne potentiellement l’une et l’autre. » Il justifie ainsi la caractérisation de l’homme comme homme-programmatique, comme pure prétention à être, étant donné que l’homme n’est jamais pleinement ce qu’il est, il n’est jamais déjà, i.e. qu’il n’est pas chose, étant donné que la chose est ce dont la potentialité coïncide avec la réalité : ainsi, chaque personne, peuple, époque et civilisation module différemment la prétention humaine et, par là même, ce qu’est l’humain. On retrouve ici la thèse ratiovitaliste d’Ortega de manière sous-jacente, qui subordonne la raison à la vie et essaye de concevoir une pensée humaine, c’est-à-dire au service de la vie proprement humaine : « Corps et âme sont des choses, et moi je n’en suis pas une, mais plutôt un drame, une lutte pour arriver à être ce que je dois être. [...] Ce que nous appelons nature, circonstance ou monde n’est à l’origine que le simple système de facilités et de difficultés auquel l’homme-programmatique est confronté. » Ce passage montre le dépassement ortéguien d’une conception pauvre de la raison, considérant corps et âme comme un ensemble de facultés qui sont pleinement réalisées et sur lesquelles l’homme peut agir en tant qu’elles font partie de la circonstance qui lui est associée. Celle-ci n’a pas de réalité indépendante de l’homme, mais est le corrélat de la virtualité qu’est l’homme, de l’interprétation du système de facilités-difficultés qui est relatif au programme qu’il est. L’homme, au fond, est ouverture fondamentale au non-être, c’est-à-dire à l’être : dans la mesure où il est programme, être-en-virtualité, il sort le réel primitif de l’évidence muette dans laquelle il se trouvait pour le structurer ontologiquement en fonction du projet qu’il est.

### Chapitre V
Dans le cinquième chapitre, on en vient donc à saisir que la technique se subordonne à programme humain, au désir vital, bien qu’elle participe de la faculté d’imagination qui constitue ce désir comme avoir à être : autrement dit, l’on se trouve bien, ici, dans le cadre de pensée qui subordonne la raison à la vie, bien qu’Ortega n’en fasse pas directement mention. L’intelligence technique et l’invention programmatique sont bien intrinsèquement liées, en tant que toutes deux participent de la faculté d’imagination de l’homme, faculté par laquelle celui-ci s’invente une vie-problème tout en concevant les solutions appropriées. C’est pour cette raison que « l’invention technique est aussi appelée découverte », puisque c’est par elle que l’homme se révèle à lui-même en tant que programme en cours de réalisation. Toutefois, Ortega subordonne l’“imagination-technique” à l’“imagination-prétention”, en ceci que c’est bien au service du projet auquel il s’identifie que l’homme met son ingéniosité, i.e. sa capacité à faire jouer les facilités contre les difficultés : « il existe donc une première invention pré-technique, l’invention par excellence, à savoir le désir originel », c’est-à-dire la vie, condition de tout ; et le désir originel ouvre le monde à cette prétention. Ortega élude, ici, la question de la formation des désirs et du projet vital, mais l’on comprend qu’il est en partie déterminé par la circonstance naturelle, sociale, culturelle ou économique du sujet. On peut imaginer que la fiction d’un monde vierge, que le programme humain structurerait de part en part, permet au philosophe de penser le processus de subjectivation de manière schématique ; cependant, au contraire, il nous donne surtout de penser une circonstance facticielle – mais dépassable –, et une subjectivation à plusieurs échelles et partiellement hétéronome, tout en nous incitant à demeurer à l’écoute de ses conditions, pour que le programme ait une certaine compatibilité avec la circonstance et ne soit pas une création de difficulté absolue, c’est-à-dire un suicide. En outre, cette conception de la vie humaine comme invention permet de fonder d’un même geste l’humanité d’activités telles que la technique, l’art ou la politique : elle est indissociable de l’invention et de la nouveauté, et la pensée rationnelle est indissociable de l’imagination. Dans cette réflexion sur la technique semble surgir la préconisation stimulante d’une pensée humaine, soutenue par le souci de toujours saisir en même temps le pensé et le pensant, le projet et le désir, la raison et l’imagination, je veux dire, cette attention à mettre en étroite interdépendance l’intelligence technique et le souci de soi pour en faire une véritable compréhension, qui est émergence dans le monde – dans une infinité théorique de possibles – d’un désir humain en circonstance. Il s’agit donc, sans doute, de donner une substance au désir originel, substance qui ne peut qu’émaner de la compréhension et l’appropriation des possibles circonstanciels. 

### Chapitre VI
Dans les chapitres VI et VII, Ortega prend le temps d’illustrer sa conception du projet vital à l’échelle de l’histoire en mettant en parallèle deux programmes humains : celui du bodhisattva bouddhiste et celui du gentleman anglais.  
L’important développement par les bodhisattvas de techniques spirituelles (méditation, insensibilité, catalepsie, concentration, etc.) destinées à réformer la psyché s’explique par l’aspiration à se fondre dans le Tout en limitant au maximum la vie organique – qui explique aussi les techniques matérielles très limitées (puisqu’il mange et se déplace au minimum).

### Chapitre VII
Le gentleman anglais, quant à lui, est le produit d’une période de prospérité économique, qui voit poindre l’aspiration à un « esprit se complait dans sa propre flexibilité et s’offre le luxe de jouer loyalement, avec fair-play, d’être juste, de défendre ses droits tout en respectant ceux d’autrui, de ne pas mentir. » Ainsi, le jeu qui est le propre du gentleman est un jeu qui jouit de sa superfluité, qui est rigoureuse autonomie et refuse l’hétéronomie utilitariste qui le rend esclave de son intérêt subjectif. L’idéal poursuivi ici est celui d’une indépendance qui ne soit jamais inquiétée, toujours pleinement en maîtrise de sa circonstance et qui tient l’hétéronomie à distance. Le but étant d’être un individu radicalement indépendant, la prospérité économique a bien été une condition de formation du gentleman, dont l’équivalent espagnol, l’hidalgo, est un idéal encore plus beau pour Ortega, car modeste et matériellement accessible à tous. 

### Chapitre VIII
Dans les cinq derniers chapitres, José Ortega y Gasset suit sa volonté d’historiciser le projet vital en faisant une généalogie de la technique moderne et de la révélation de l’homme à lui-même comme technicien essentiellement et par naissance. En effet, il a jusque-là tâché de mettre en lumière la « pré-chose », c’est-à-dire les conditions ontologiques de la technique, parmi lesquelles le désir originel et l’imagination-prétention, qui se conjuguent en aspiration au bien-être, dont l’intelligence technique (que l’on a nommé plus haut imagination-technique) se fait adjuvante. 
C’est dans une entreprise de déconstruction qu’Ortega se lance au début du chapitre VIII : « pour répondre à cette question [...] nous la déconstruisons ». Aussi, reste à comprendre la technique proprement dite, par le biais du mode de mise en œuvre de l’intelligence technique. En partant de la relation fonctionnelle de la technique au programme de l’homme, des modes successifs selon lesquels celui-ci l’a mise à disposition pour se réaliser, Ortega en arrive au technicisme moderne et à l’analyse de son actualité. Il propose une histoire schématique, en trois étapes, du rapport de l’homme à la technique. 

### Chapitre IX
Tout d’abord, dans sa minorité technique, l’humanité n’a que la « technique du hasard », qui consiste à s’approprier les inventions que d’heureuses coïncidences mettent à sa portée : les découvertes surviennent par hasard, parce que l’homme n’a pas encore subordonné son intelligence technique à un programme vital, qu’il ne conçoit pas l’intelligence technique comme moyen d’un projet, il ne la problématise pas ; il ne met pas en rapport désir originel et faculté technique. Les actes techniques prévalent donc sur les possibilités techniques. Le répertoire des actes techniques est très peu volumineux, notamment trop peu pour être conçu comme unité, trop peu pour être conçu comme autre chose qu’un simple fait (et non comme possibilité). 

### Chapitre X
Ensuite, vient la « technique de l’artisan », prenant place de l’Antiquité à l’époque moderne, pour laquelle le mystère n’est plus celui de la distribution des actes techniques, mais celui de la distribution des hommes-techniciens : les artisans sont donnés, la distribution des qualités est un fait, une évidence, figée dans l’inquestionnable. Il n’y a pas d’unité des facultés techniques, mais unification des actes techniques autour d’un nombre fini de facultés. L’intelligence technique n’est alors pas perçue comme faculté unie et fonctionne sur le mode d’un tâtonnement qui se donne une fin, un problème, unique et qu’elle cherche à atteindre d’un seul jet, par différents essais hasardeux – l’unité du but supposant ici une unité de la méthode. On se trouve au fond dans une version réduite de l’hétéronomie radicale du hasard de la première ère, puisque cadrée par l’unité de la finalité, qui est à son tour hétéronomie imposée. 

### Chapitre XI
Finalement, à l’époque moderne, l’homme se révèle à lui-même comme technicien, être de tous les possibles, en vertu d’une faculté technique unique, et non d’une multitude de dons techniques répartis.  Son rapport au monde n’est plus un rapport de limitation, mais un rapport d’illimitation : il passe en effet d’une hétéronomie, dans laquelle il se définissait par un certain nombre de faiblesses et de limites (vis-à-vis de Dieu, du cosmos, etc.), à une autonomie, face à un univers infini de possibles, qui ne lui sont plus assignés, mais sont bien conçus par lui. Par suite, les actes techniques prolifèrent et l’homme technicien est logé dans la surnature comme le primitif dans son environnement, ce qui conduit à un risque de naturalisation des objets techniques et d’oubli des processus techniques (des efforts) de création de la surnature, c’est-à-dire un risque de se rapporter à cette circonstance technicisée comme à une chose détachée de l’humain : au fond oublier que cette surnature est la réalisation d’un effort humain (multiplié par la division du travail) de se réaliser comme possibilité. En fait, c’est d’une réification et d’une aliénation par les processus techniques qu’il est déjà question ici. De plus, les actes techniques entrent en contradiction avec l’autonomie sur deux points de vu : l’acte technique se machinise, par quoi l’homme devient auxiliaire d’une machine qui est désormais de plus en plus automatique et, en outre, l’ingénieur et l’ouvrier se distinguent (alors qu’ils étaient jusque-là associés dans la personne de l’artisan), ce qui éloigne encore plus la conception et la technique du reste des hommes. Cette professionnalisation du technicien – de l’ingénieur – est la conséquence de la prise de conscience de l’unicité de la technique comme faculté humaine : il sait qu’il peut inventer avant même d’inventer, conçoit le monde sur le mode du problème, ce qui vaut à cette technique le nom de « technique du technicien ». 

### Chapitre XII
Telle est la nouveauté du technicisme moderne (chapitre XII) – technicisme, désignant ici le rapport à l’intelligence technique. Le propre du technicisme moderne est d’être une technique de la technique, c’est-à-dire une intelligence technique qui se donne la conception elle-même pour objet, soit encore : une méthode. 
Le nouveau technicisme procède exactement comme procédera la nuova scienza. Il ne se contente pas d’aller de l’image du résultat désiré à la recherche des moyens pour y parvenir. Non. Il s’arrête devant l’intention et opère sur elle. Il l’analyse. Cela signifie qu’il décompose le résultat total - qui est le seul initialement souhaité - en résultats partiels desquels il émane dans le processus de sa genèse. Par conséquent, ses “causes” ou phénomènes qui le composent.
 
Néanmoins, et c’est le grand drame de la modernité, cette infinité des possibles vient aussi avec la perte de sens : « Parce qu'être technique et uniquement technique implique de pouvoir être tout et, en conséquence, de n'être plus rien de déterminé ». Il poursuit en revenant sur l’exclusion de la technique de l’Université (et du quotidien) qu’il avait critiquée dans l’introduction. Ortega, s’inscrivant dans une longue tradition critique de la modernité, alerte quant au danger d’une pensée dévitalisée, faussée, hors du monde : une pensée qui s’établit dans la surnature, qui ne s’éprouve plus sur le monde et ne pose plus de problèmes humains.
 
[...] il peut finir par perdre la conscience de la technique et des conditions, par exemple morales, dans lesquelles elle se produit et, à l'instar du primitif, ne plus voir en elle que des dons naturels dont on dispose nécessairement et qui ne requièrent pas d'efforts soutenus.
 
Ledit “esprit” est une puissance bien trop éthérée qui se perd dans son propre labyrinthe, dans ses propres possibilités infinies. Il est trop facile de penser ! L’esprit ne rencontre que peu de résistance dans son vol. D’où l’importance que l’intellectuel tâte des objets matériels et fasse preuve d’une certaine retenue dans son rapport avec eux. [...] Sans les choses visibles et palpables, l’esprit “présomptueux” ne serait que démence. Le corps est le gendarme et le pédagogue de l’esprit.
 
Il produit une critique qui lie le problème de la technique à un problème philosophique, celui d’une pensée qui confond technique et vie, et qui ne comprend plus la technique comme moyen humain, mais comme fin. Il se fait ainsi témoin d’un fétichisme de l’objet technique, qui devient étranger à l’intellectuel ; ce qui semble en partie conduire à une naturalisation de la technique, qui se transforme en boîte noire, en chose et n’est plus prolongation de l’être de l’humain. Cette naturalisation aboutit à un détachement, à une ingratitude vis-à-vis de l’histoire et des autres. Ce concept d’ingratitude, détaillé en 1934 dans un article intitulé "Idées et croyances", est au fond la condition de la conscience humaine de l’histoire, qui semble peu ou prou fonder l’humanité du monde :  
[L]’ingrat oublie que la majeure partie de ce qu’il possède n’est pas œuvre de lui, mais qu’elle lui fut offerte par d’autres, qui s’efforcèrent de la créer ou l’obtenir. Aussi, en oubliant cela, il ignore radicalement la véritable condition de ce qu’il possède. Il croit qu’il s’agit d’un don spontané de la nature qui, tel la nature, est indestructible.
 